# Kadujský rajón
Kadujský rajón (rusky Кадуйский район) je jeden z rajónů Vologdské oblasti v Rusku. Jeho administrativním centrem je sídlo městského typu Kaduj. V roce 2010 zde žilo 17 754 obyvatel.

## Geografie
Rajón leží na jihozápadě Vologdské oblasti. Jeho rozloha je 3260 km². Skládá se z devíti samosprávných obecních obvodů, z toho jsou dva městské a sedm vesnických.
Sídly městských obecních obvodů jsou Kaduj a Chochlovo.
Sousední rajóny:
- sever – Belozerský rajón
- jihovýchod – Čerepovecký rajón
- jihozápad – Ustjuženský rajón
- západ – Babajevský rajón